# Just Like Heaven (film, 1930)
Pour plus de détails, voir Fiche technique et Distribution.
Just Like Heaven est un film américain réalisé par Roy William Neill, sorti en 1930.

## Synopsis
Tobey Mitchell, un jeune vendeur de ballons parisien, garde jalousement son stand dans la rue. Un jour, le Jean's Dog Circus prend sa place et Tobey est vaincu par l'indignation féroce de Mimi, la danseuse du spectacle. Le grand-père de Mimi, Michael, a économisé pour qu'elle puisse étudier avec le grand Dulac. Lorsqu'il est cambriolé, Michael est tué à la suite d'une chute dans un escalier. Bien qu'il affecte l'indifférence, Tobey s'occupe de Mimi en deuil. Mais il est en colère quand elle lui donne des idées pour le concours de beauté qu'il veut organiser. 
Néanmoins, il finance les leçons de danse de Mimi, de sorte qu'il n'a plus d'argent pour le concours. Fifi, une artiste de rue qui a volé Michael, propose de financer Tobey, mais celui-ci refuse. Mimi, apprenant qu'il a payé pour ses leçons, abandonne un engagement de danse. Pendant ce temps Tobey accepte le plan de Fifi mais essaie de retirer son spectacle quand il apprend sa perfidie. 
À sa grande surprise, Mimi est la vedette du spectacle et il gagne le concours ainsi que son amour.

## Fiche technique
- Titre original : Just Like Heaven
- Réalisation : Roy William Neill
- Scénario : Adele Buffington
- Direction artistique : Andre Chautin
- Décors : Ralph M. DeLacy
- Photographie : Max Dupont
- Son : Dean Daily
- Montage : Charles J. Hunt
- Société de production : Tiffany Productions
- Société de distribution : Tiffany Productions
- Pays de production :  États-Unis
- Langue originale : anglais
- Format : Noir et blanc  — 35 mm — 1,20:1 — son mono
- Genre : Film romantique
- Durée : 70 minutes
- Dates de sortie : États-Unis : 22 octobre 1930

## Distribution
- Anita Louise : Mimi
- David Newell : Tobey
- Yola d'Avril : Fifi
- Gaston Glass : Jean
- Thomas Jefferson : Michael
- Mathilde Comont : Mme Fogharde
- Albert Roccardi : M. Fogharde
- Torben Meyer : Pierre
- Emile Chautard : Dulac